# Hagens Berman Axeon
Hagens Berman Axeon (UCI kód: HBA) je americký cyklistický UCI Continental tým, jenž vznikl v roce 2009, původně jako farmářský tým sestavy Team RadioShack. Mezi bývalé členy týmu patří závodníci jako Jasper Philipsen, Tao Geoghegan Hart, Jhonatan Narváez, João Almeida, Jasper Stuyven, Jarrad Drizners, Ian Garrison, Ruben Guerreiro, Eddie Dunbar, Karel Vacek, Sean Quinn, Leo Hayter, Iván Romeo, Kevin Vermaerke, Will Barta či Mikkel Bjerg.
V dubnu 2017 zahynul závodník tohoto týmu Chad Young z důvodu zranění, která utržil při nehodě na závodu Tour of the Gila. V roce 2018 se tým posunul do kategorie UCI Professional Continental, z níž sestoupil zpět do kategorie UCI Continental před sezónou 2020.

## Soupiska týmu
K 1. srpnu 2023
- Kasper Andersen (DEN) (* 1. července 2002)
- Nino de Jong (NED) (* 19. listopadu 2003)
- Jack Drage (NZL) (* 11. listopadu 2002)
- Michael Garrison (USA) (* 4. srpna 2001)
- Emil Herzog (GER) (* 6. října 2004)
- Cooper Johnson (USA) (* 22. prosince 2001)
- António Morgado (POR) (* 28. ledna 2004)
- Maxence Place (BEL) (* 18. ledna 1994)
- Darren Rafferty (IRL) (* 1. července 2003)
- Artem Shmidt (USA) (* 30. ledna 2004)
- Gonçalo Tavares (POR) (* 27. srpna 2004)

## Vítězství na národních šampionátech
2009
 Mistrovství světa v individuální stíhačce, Taylor Phinney
2010
 Mistrovství světa v individuální stíhačce, Taylor Phinney
 Americký silniční závod do 23 let, Ben King
 Mistrovství Evropy v časovce do 23 let, Alex Dowsett
 Americký silniční závod, Ben King
2011
 Novozélandský silniční závod do 23 let, Michael Vink
 Americká časovka do 23 let, Nathan Brown
2013
 Novozélandský silniční závod do 23 let, James Oram
 Lotyšský silniční závod do 23 let, Andžs Flaksis
 Americká časovka do 23 let, Tanner Putt
 Americký silniční závod do 23 let, Nathan Brown
2014
 Americký silniční závod do 23 let, Tanner Putt
 Americká týmová stíhačka, Alexander Darville
 Americký bodovací závod, Alexander Darville
2015
 Novozélandská časovka do 23 let, James Oram
 Americký cyklokros do 23 let, Logan Owen
 Americký silniční závod do 23 let, Keegan Swirbul
 Americká časovka do 23 let, Daniel Eaton
2016
 Americký silniční závod, Gregory Daniel
 Lotyšská časovka do 23 let, Krists Neilands
 Portugalský silniční závod do 23 let, Ruben Guerreiro
 Americká časovka do 23 let, Geoffrey Curran
 Americký silniční závod do 23 let, Geoffrey Curran
2017
 Portugalská individuální stíhačka, Ivo Oliveira
 Portugalské omnium, Ivo Oliveira
 Portugalský bodovací závod, Ivo Oliveira
 Americký silniční závod do 23 let, Neilson Powless
 Americké cross-country, Christopher Blevins
 Ekvádorský silniční závod, Jhonatan Narváez
2018
 Portugalské omnium, Ivo Oliveira
 Americký cyklokros do 23 let, Christopher Blevins
 Portugalský scratch, João Almeida
 Portugalská časovka do 23 let, Ivo Oliveira
 Portugalský silniční závod do 23 let, Rui Oliveira
 Americký silniční závod, Jonny Brown
 Portugalský madison, Ivo Oliveira
 Portugalský madison, Rui Oliveira
 Mistrovství světa v časovce do 23 let, Mikkel Bjerg
 Dánská časovka na 1 km, Mikkel Bjerg
 Dánská individuální stíhačka, Mikkel Bjerg
2019
 Americká časovka do 23 let, Ian Garrison
 Americká časovka,  Ian Garrison
 Portugalský silniční závod do 23 let, João Almeida
 Portugalská časovka do 23 let, João Almeida
 Mistrovství světa v časovce do 23 let, Mikkel Bjerg
 Nizozemská individuální stíhačka, Maikel Zijlaard
 Nizozemská týmová stíhačka, Maikel Zijlaard
2020
 Australský silniční závod do 23 let, Jarrad Drizners
2021
 Portugalský silniční závod do 23 let, Pedro Andrade
 Americká časovka do 23 let, Michael Garrison
2022
 Britská časovka do 23 let, Leo Hayter
 Irská časovka do 23 let, Darren Rafferty
2023
 Irská časovka do 23 let, Darren Rafferty
 Portugalská časovka do 23 let, António Morgado
 Portugalský silniční závod do 23 let, Gonçalo Tavares